# Emil Wern
Emil Wern är en elvaårig pojke i Anna Janssons böcker. Han har en detektivbyrå som är inhyst i en gul kiosk. Emil är blond och går på Sankt Hansskolan i centrala Visby. Han bor på Norra Murgatan 14 och hans familj består av mamma Maria Wern, lillasyster Linda Wern och hunden Molly. Emils vänner är Sokrates och Ubbe. Sokrates har en stödkrage och kommer alltid på nya förklaringar till varför han har den. Sokrates är tankfull. Ubbe har tre syskon och hans familj har ont om pengar. Ubbe kommer ursprungligen från fastlandet och hans mamma flyttade till Gotland när Ubbes pappa gick till sjöss.
Anna Jansson har skrivit både barn- och vuxenböcker. Emils mamma, Maria Wern, är polisen och huvudpersonen i en serie deckare för vuxna som också dramatiserats för TV.
Mimmi Tollerup är illustratör för Emil Wern-böckerna. Böckerna är utgivna av Rabén & Sjögren.

Böckerna utspelar sig i gotlandsmiljöer, till exempel Silverskatten på Fornsalen, Riddarnas kamp under medeltidsveckan och Klasskassan på Sankt Hansskolan. År 2013 gavs Emil Wern - Pysselbok ut.

## Boktitlar[4]
1. Silverskatten,  2010 maj
2. Klasskassan,  2010 maj
3. Riddarnas kamp,  2010 maj
4. Bankrånet,  2010 september
5. Förbjudna sopor,  2011 maj
6. Ficktjuven,  2011 september
7. Skeppets gåta, 2012 maj
8. Spökhuset, 2012 oktober
9. Piratens ö, 2013 maj
10. Falskt spel, 2013 oktober
11. Lillebror försvunnen, 2014 maj
12. Julklappstjuven, 2014 oktober
13. Brevtjuven, 2015 maj
14. Mystiska meddelanden, 2016 maj
15. Katt-tjuven, 2017 maj
16. Lotterifusket, 2018 juni
17. Cykeltjuven, 2019 juni
18. Guldringens gåta, 2020 juni
19. Värsta tjuven, 2021 juni
20. Världsrekord i jul, 2021 oktober
21. Skurkfotografen, 2022 juni